# Кессель, Беньямин
Беньямин Кессель (нем. Benjamin Kessel; родился 1 октября 1987 года в Бад-Кройцнахе, ФРГ) — немецкий бывший футболист, защитник.

## Клубная карьера
Беньямин начинал заниматься футболом в его родном городе, Бад-Кройцнахе. В 2006 году присоединился к молодёжной команде «Кайзерслаутерна».
За вторую команду «Кайзерслаутерна», выступавшую в Региональной лиге «Юг», Беньямин дебютировал 19 августа 2006 года в матче против «Веена». По окончании сезона, в котором Кессель провёл 17 матчей, он решил перейти в клуб «Ворматия Вормс», выступавший лигой ниже в Оберлиге Юго-Запад. После удачного сезона 2007/08, в котором Кессель отыграл 32 игры, а «Ворматия» заняла 3 место, Беньямин покинул клуб и подписал контракт со второй командой «Майнц 05». В «Майнце» защитник провёл два года, постоянно выходя на поле в основном составе, он провёл 61 игру, отличился 7 раз.
Летом 2010 года Кессель перешёл в брауншвейгский «Айнтрахт», выступавший в Третьей лиге. Первый матч за новый клуб Беньямин сыграл против «Зандхаузена», выйдя на замену в конце матча. По итогам сезона 2010/11, в котором Кессель принял участие в 24 играх, «Айнтрахт», заняв первое место, получил право выступать во Второй Бундеслиге. В первом круге следующего сезона Беньямин регулярно выходил в стартовом составе, однако сначала в матче 15 тура он был удалён с поля и должен был отбыть трёхматчевую дисквалификацию, а затем в первой же игре после окончания дисквалификации получил травму бедра, которая вывела его из строя до конца сезона.
В сезоне 2012/13 Кессель провёл 15 матчей, а «Айнтрахт» вышел в Бундеслигу. В высшем футбольном дивизионе Беньямин дебютировал 31 августа 2013 года в матче против «Гамбурга».
В конце марта 2015 года было объявлено, что Беньямин подписал контракт с берлинским клубом «Унион» и присоединится к нему по окончании сезона 2014/15.
В сезоне 2017/18 Кессель подписал двухлетний контракт с «Кайзерслаутерном». Летом 2018 года он перешел в «Саарбрюккен». В январе 2019 года Кессель снова сменил клуб, подписав контракт с «Айнтрахтом» из Брауншвейга.